# Sonne (Schiller-Lied)
Sonne ist ein Lied des deutschen EDM-Musikprojektes Schiller, in Kooperation mit der deutschen Rockband Unheilig. Das Stück ist die erste Singleauskopplung aus ihrem siebten Studioalbum Sonne.

## Entstehung und Artwork
Geschrieben wurde das Lied von dem Grafen und Christopher von Deylen. Instrumentalisiert und produziert wurde die Single von letzterem. Das Lied wurde unter dem Musiklabel Island Records veröffentlicht. Auf dem gelb-orangen Cover der Maxi-Single ist – neben der Aufschrift des Künstlers und des Liedtitels – ein kleiner Ausschnitt einer graphisch dargestellten Sonne zu sehen. Das Artwork des Coverbildes stammt von Sandra Morath und Katja Stier.

## Veröffentlichung und Promotion
Die Erstveröffentlichung von Sonne fand am 21. September 2012 in Deutschland und Island statt. Die Maxi-Single ist zum Download und als physischer Tonträger erhältlich. Die reguläre 2-Track-Single enthält neben Sonne nach das Lied Klangwelten als B-Seite. Eine zeitgleich veröffentlichte EP beinhaltet neben den beiden genannten Liedern noch eine Remixversion und zwei Instrumentalstücke zu Sonne. Einer Premium-Edition der Maxi-Single liegt ein Magnet bei.
Um das Lied zu bewerben, folgte unter anderem ein gemeinsamer Liveauftritt von Schiller und dem Grafen im ARD-Morgenmagazin.

## Inhalt
Der Liedtext zu Sonne ist in der deutschen Sprache geschrieben. Die Musik und der Text wurden gemeinsam von dem Grafen und Christopher von Deylen verfasst. Musikalisch bewegt sich das Lied im Bereich der Ambient- und Downbeatmusik. Das Lied ist eine Hommage an die Sonne. Es beschreibt die Kraft und die Wärme, die das Licht in das Leben der Menschen bringt.
Zur Zusammenarbeit mit dem Grafen sagte von Deylen folgendes: „Die Kollaboration mit dem Grafen war phantastisch. In seinem Text beschreibt er die Sonne auf eine ganz besondere Art und Weise. Zusammen mit der Musik entsteht eine musikalische Welt voller Harmonie und Einklang“.

„Du bist mein Licht im weiten Ozean,

der Stern, der mich führt.

Du bist die Sonne, die mir ein Lächeln schenkt,

das Licht, das mich berührt.
Du bist die Sonne,

der Stern der mich führt.

Du bist die Heimat,

das Licht, das mich berührt.“

## Musikvideo
Das Musikvideo zu Sonne wurde in der Wüste von Tabernas (Andalusien, Spanien) gedreht und feierte seine Premiere am 20. September 2012 auf der Videoplattform YouTube. Die Gesamtlänge des Videos beträgt 4:27 Minuten. Regie führte Oliver Sommer; produziert wurde es von den AVA Studios. Bis Februar 2025 zählte das Video über 5,8 Millionen Aufrufe bei YouTube und ist damit eines der drei meistgesehenen Musikvideos Schillers auf YouTube.
In der Haupthandlung des Musikvideos ist eine unbekannte Spanierin und ein unbekannter Spanier zu sehen. Zu Beginn bewegt sich die Frau einsam durch die Wüste, während der Mann in einem verlassenen Haus steht und in die Wüste starrt. Später verlässt der Mann das Gebäude und die Frau ist mit einem Auto an einem Steilhang zu sehen. Daraufhin läuft sie weiter durch die Wüste, wo sie in einer kleinen Siedlung auf von Deylen trifft. Am Ende treffen die beiden Spanier in der Prärie aufeinander. Er nimmt sie zunächst von hinten in den Arm, später sind beide im Auto sitzend zu sehen. Das Video endet damit, dass sie vor ihm an einen Strand flüchtet. Zwischendurch ist immer wieder ein Fernseher an verschiedenen Schauplätzen in der Wüste zu sehen, in dem man den Grafen das Lied singen sieht.
Einige Tage vor der Veröffentlichung des offiziellen Musikvideos veröffentlichte Schiller ein alternatives Video auf seinem YouTube-Account. Darin sind Sonnenbilder zu sehen, die weltweit von Schiller-Fans gemacht wurden.

## Mitwirkende
| Liedproduktion - Der Graf: Gesang, Komponist, Liedtexter - Christopher von Deylen: Instrumentalisierung, Komponist, Liedtexter, Musikproduzent Musikvideo - Francisco Dominguez: Kameramann - Oliver Sommer: Regisseur - Danny Winter: Digital Compositing | Cover - Sandra Morath: Artwork - Katja Stier: Artwork Unternehmen - AVA Studios: Filmproduzent (Musikvideo) - Fansation: Verlag - Island Records: Musiklabel - Sleepingroom Songs: Verlag |

## Chartplatzierungen
Sonne erreichte in Deutschland Position zwölf der Singlecharts und konnte sich insgesamt sieben Wochen in den Charts halten.
Für Schiller ist dies der 15. Charterfolg in Deutschland. Nach elf Jahren löste Sonne die gemeinsame Veröffentlichung mit Peter Heppner und dem Titel Dream of You als höchstnotierte Chartplatzierung Schillers ab. Dream of You erreichte seinerzeit Position 13 der Charts. Bis heute konnte sich keine Single Schillers höher in den deutschen Charts platzieren. Für Unheilig ist dies der neunte Charterfolg in Deutschland.